# Cynara (cantora)
Cynara, nome artístico de Cinara de Sá Leite Faria (Ibirataia, 7 de janeiro de 1945 – Rio de Janeiro, 11 de abril de 2023), foi uma cantora, arranjadora e compositora brasileira. Iniciou sua carreira artística em 1964, no grupo vocal Quarteto em Cy, juntamente com as irmãs cantoras e compositoras Cyva, Cybele e Cylene.

## Morte
Cynara morreu aos 78 anos no dia 11 de abril de 2023 de insuficiência respiratória. Ela estava internada no Hospital Prontocor na Tijuca, onde fez uma cirurgia depois de quebrar o fêmur. Durante a recuperação, ela teve complicações no quadro de saúde por conta de uma pneumonia..
Foi enterrada no Cemitério São João Batista, em Botafogo, no Rio de Janeiro.

## Discografia
- Falando de Amor Pra Vinicius
- Vinicius de Moraes: A Arte do Encontro
- Somos Todos Iguais
- Gil & Caetano em Cy
- O Melhor do Quarteto em Cy
- Amigos em Cy
- Bate-boca
- Brasil em Cy
- Tempo e Artista
- Trinta Anos
- Vinicius em Cy
- Bossa em Cy
- Chico em Cy
- Para Fazer Feliz a Quem Se Ama